# Hugues de Chaunac
Hugues de Chaunac est un homme d'affaires et dirigeant français du sport automobile, né à Baden-Baden le 30 avril 1946. Il a fondé en 1973 le Groupe ORECA, dont il est toujours le président.

## Biographie
Né à Baden-Baden, Hugues de Chaunac a dans un premier temps enseigné les mathématiques dans la région parisienne. Passionné d'automobile, il fait ses débuts en tant que pilote, engagé dans la Coupe Renault 8 Gordini. Il s'illustre en décrochant plusieurs podiums avant de courir en Formule Renault pour le team Bardahl, en 1970 et 1971. C'est ensuite qu'il décide de réorienter sa carrière. En 1973, à l'âge de 27 ans, il fonde Oreca (ORganisation Exploitation Compétition Automobile). D'abord en tant qu'écurie, Oreca s'est imposée comme une référence en France et à l'étranger avec des victoires dans tous les types de compétition : monoplace, rallye, rallye-raid, endurance, etc. L'entreprise s'est ensuite développée autour des métiers du sport automobile : distributeur de produits via de la vente par correspondance et sa boutique en ligne, agence événementielle, puis constructeur de ses propres voitures de course.
Hugues de Chaunac a révélé avec ORECA de nombreux pilotes, majoritairement français, tels que Jacques Laffite, Patrick Tambay, René Arnoux, Alain Prost ou encore Yannick Dalmas, Jean Alesi et Yvan Muller. Si Oreca a décroché ses premiers titres en monoplace, Hugues de Chaunac a très tôt été attiré par les 24 Heures du Mans, avec une première participation en 1977. Dix-huit autres ont suivi. Il a ainsi participé à la victoire de Mazda en 1991, avant de mener Chrysler au succès en GT, en 1998, 1999 et 2000. Avec la Chrysler Viper GTS-R, Oreca est d'ailleurs devenue la première écurie française à remporter les 24 Heures de Daytona. Faisant confiance aux pilotes français, l'équipe d'Hugues de Chaunac est aussi la seule écurie tricolore à avoir gagné les 12 Heures de Sebring avec une voiture française et trois pilotes français, en 2011.
En 2012, Oreca devient le partenaire de Toyota Motorsport GmbH pour le projet Le Mans de la marque nippone. Hugues de Chaunac endosse le rôle de conseiller dans ce programme sportif dont l'objectif est la victoire aux 24 Heures du Mans.

## Distinctions
- Trophée Spirit of Le Mans 2013[3]
- Manager de l'année 2012, Trophée du Club de l'Eco de Var-Matin